# USS LST-551
O USS LST-551 foi um navio de guerra norte-americano da classe LST que operou durante a Segunda Guerra Mundial.